# Achille Adriani
Achille Adriani (Napoli, 23 aprile 1905 – Roma, 14 dicembre 1982) è stato un archeologo italiano.

## Biografia
Allievo di Giulio Emanuele Rizzo, con il quale si laureò a Roma discutendo una tesi di argomento pompeiano, operò in Italia (Veio, Minturno, Himera), in Grecia (Lemno), ma soprattutto in Egitto, Era considerato uno dei maggiori esperti di arte alessandrina a livello internazionale.
Direttore del Museo greco-romano di Alessandria d'Egitto, dal 1932 al 1940 e poi dal 1948 al 1952, continuò e vivificò in Egitto la tradizione archeologica italiana, che aveva avuto in Giuseppe Botti ed Evaristo Breccia due esponenti di spicco. Campo privilegiato della sua indagine e delle sue pubblicazioni fu la città di Alessandria, in particolare la topografia, l'urbanistica e la storia dell'architettura e della scultura della città in età greco-romana. Promotore dell'Annuaire du Musée Gréco-Romain d'Alexandrie (4 voll. 1932-1950), e più tardi (dal 1961) del Repertorio d'arte dell'Egitto greco-romano, aperto a collaborazione internazionale e tuttora in corso di pubblicazione, il nome di Adriani rimane legato anche al tema appassionante e tuttora oggetto di discussione, della "tomba di Alessandro".
La tomba di Alessandro: realtà ipotesi fantasie, è infatti, il titolo di una sua monografia uscita postuma nel 2000, a cura di Nicola Bonacasa e Patrizia Minà. Secondo l'autore, che seguiva scrupolosamente le fonti antiche, soprattutto Strabone, Zenobio e Achille Tazio, la tomba del re macedone si può quasi certamente identificare in una stanza d'alabastro (il cui restauro fu curato nel 1939 da Adriani stesso), che si trova nel Cimitero latino di Alessandria, in una zona che corrisponderebbe all'angolo sud-est della reggia dei Tolomei.
Socio nazionale dell'Accademia dei Lincei dal 1977, ricoprì la cattedra di Archeologia classica presso la facoltà di Lettere nelle Università di Palermo (1950-1966), Napoli (1966-1970), Roma (1970-1975).
Tra i suoi allievi, Eugenio La Rocca.

## Opere
- Sculture in tufo
- Contributo all'iconografia dei Tolomei
- Sculture monumentali del Museo greco-romano di Alessandria
- Testimonianze e momenti di scultura alessandrina
- Divagazioni intorno ad una coppa paesistica del Museo di Alessandria
- Lezioni sull'arte alessandrina
- La tomba di Alessandro: realtà ipotesi fantasie